# (33945) 2000 MR
2000 MR (asteroide 33945) é um asteroide da cintura principal. Possui uma excentricidade de 0.17051240 e uma inclinação de 27.10257º.
Este asteroide foi descoberto no dia 24 de junho de 2000 por NEAT em Haleakala.